# Кошланд, Дэниел
Дэниел Эдвард Кошланд (англ. Daniel Edward Koshland; 30 марта 1920, Манхеттен, Нью-Йорк — 2007, Калифорния) — американский биохимик.
Один из крупнейших биохимиков современности. Редактор крупнейшего американского научного периодического издания «Science» на протяжении десяти лет (с 1985 года по 1995 год). Член Национальной академии наук США и Американской академии искусств и наук.

## Биография
Родился на Манхеттене, в Нью-Йорке, в семье президента Levi Strauss Company Дэниела Кошланда-старшего и его жены Элеоноры (урожд. Хаас).
Дэниел Кошланд-старший был внуком Симона Кошланда, приехавшего на американский Запад во время Золотой лихорадки и сыном предпринимателя Маркуса Кошланда, занимавшегося шерстью. Родился в Сан-Франциско. Окончил Калифорнийский университет.
Его семья жила в Нью-Йорке, а затем переехала в Сан-Франциско. Окончил Калифорнийский университет в Беркли (1937), в 1941 году со степенью бакалавра в области неорганической химии. В 1941 году вызвался добровольцем в начале Второй мировой войны, но не был отправлен на фронт из-за слабого зрения. До 1942 года работал в Shell Chemical Company.
Участник Манхэттенского проекта, работал в Чикагском университете.
Доктор наук (1949). До 1951 года работал в докторантуре Гарвардского университета.
В 1950-х годах работал в Брукхейвенской национальной лаборатории на Лонг-Айленде (до 1965 года) и Рокфеллеровском университете в Нью-Йорке (1958-65).
Профессор кафедры биохимии в Калифорнийском университете в Беркли (1965). Руководитель кафедры с 1973 года.
Редактор научного еженедельника «Science» с 1985 по 1995 год.
Внёс большой вклад в энзимологию. Автор около четырёхсот научных трудов. 
По оценке «Форбс» он обладал значительным состоянием и это был очень щедрый меценат, так были направлены средства для создания научного центра в Хаверфордском колледже в Пенсильвании и на создание Музея науки Национальной академии наук в Вашингтоне.
Он также жертвовал в Институт Вейцмана в фонд стипендий докторантов в Институте Реховота, Израиль.
Лидер Конгрегации Эману-Эль в Сан-Франциско, где были основаны Кошландовские чтения.

## Награды
- Мемориальные лекции Вейцмана (1972)
- Премия Лайнуса Полинга (1979)
- Премия Розенстила (1984)
- Национальная научная медаль США (1990)[10]
- Специальная премия Ласкера-Кошланда за достижения в области медицинской науки (1998).

### Семья
С 1945 года был женат на учёном-иммунологе Мариан Элиот Кошланд (род. 25 октября 1921, Нью-Хейвен, Коннектикут), с которой у него родилось трое дочерей Элен Кошланд, Филлис Кошланд, Гейл Кошланд и два сына Джеймс Кошланд и Дуглас Кошланд, которые в свою очередь родили девятерых внуков. В августе 2000 года женился на Ивонн Сир Сан Юль.

## Сочинения
- Катализ в живой природе и в пробирке //Горизонты биохимии. М.: Мир, 1964
- Как получать деньги за собственное удовольствие (автобиография)[4]